# Bordeaux villamosvonal-hálózata
Bordeaux villamosvonal-hálózata jelenleg három vonalból és 116 állomásból áll, a hálózat teljes hossza 66,1 km. Naponta átlagosan 282 000, évente 80 000 000 utas használja. Bordeaux korábbi felszámolt villamosüzeme 2003-ban indult újra, 45 évnyi kihagyás után. Mára már a város fontos közlekedési eszköze, a modern járművek pedig a város büszkeségei. A villamos építése során kiemelt figyelmet kapott a városkép változatlan megőrzése is, ezért több helyen a síneket füvesítették, a felsővezeték helyett pedig sok helyen a föld alá süllyesztett harmadik sínt használnak.

## Története

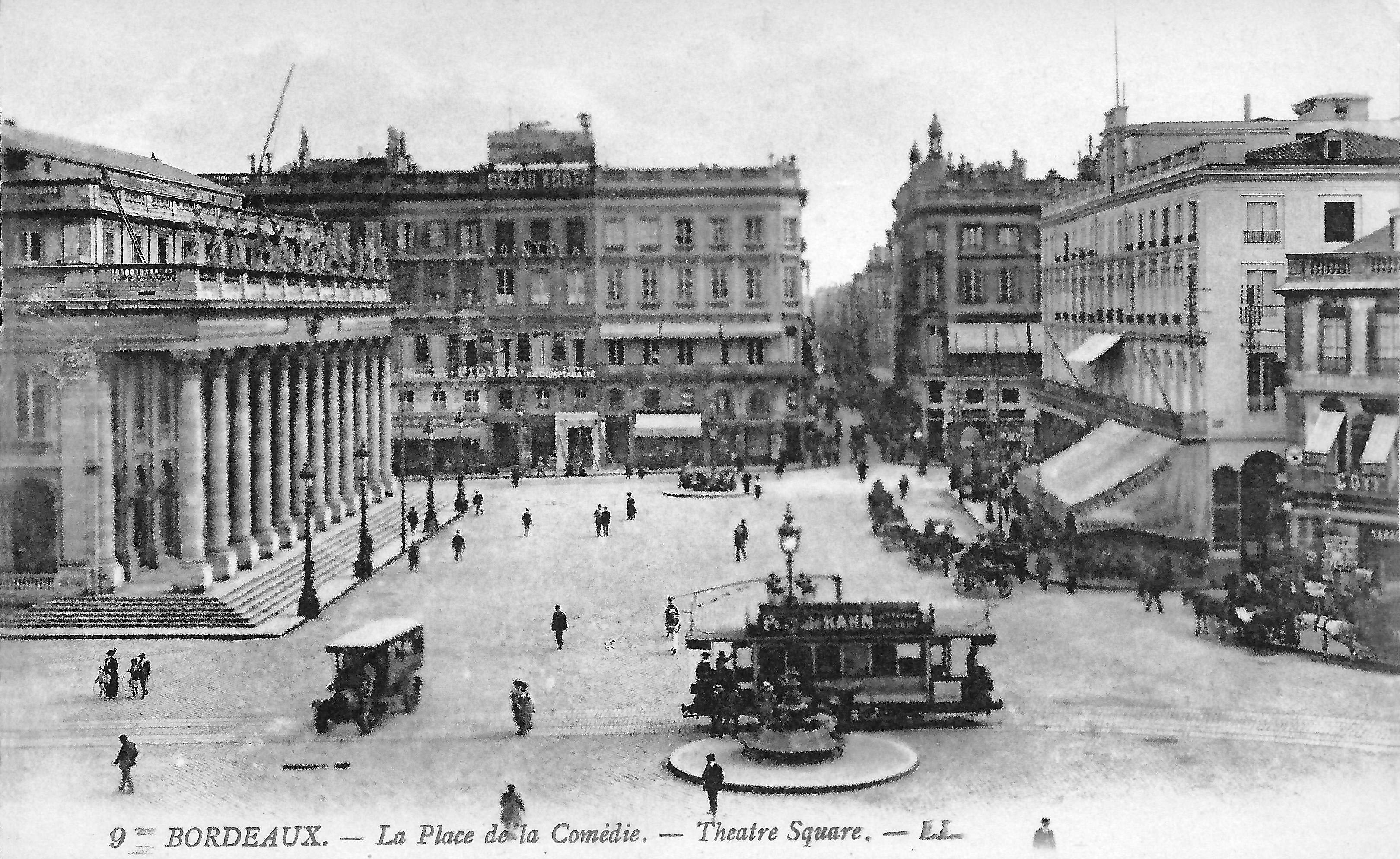
Villamos az 1900-as években

Bordeaux villamosközlekedése 1880-ban kezdődött az első lóvasút megnyitásával. 1946-ra a város már 38 vonalat üzemeltetett, a hálózat hossza pedig elérte a 200 km-t. Naponta átlagosan 160 ezren vették igénybe a villamosokat.
Hasonlóan a többi francia nagyvároshoz, Bordeaux polgármestere, Jacques Chaban-Delmas  is elavultnak és feleslegesnek ítélte a villamost és az évek alatt leépítette a hálózatot villamosellenes törvényeivel. Helyüket a személygépkocsik és az autóbuszok vették át. Az utolsó vonalat 1958-ban zárták be.
Az 1970-es évekre nyilvánvalóvá vált, hogy a személygépkocsikra épülő városi közlekedés nem tartható fenn, ezért több terv is született a forgalom visszaszorítására.
Bordeauxnak 1995-ig kellett várnia, hogy megválasszák Alain Juppét polgármesternek, aki a jövőt a korábban megszüntetett villamos újjáélesztésében látta.
A terveket 1997-re fogadták el, majd újra kiépült a villamos három vonalon. A forgalom a modern villamosokkal 2003 december 21-én indult meg, az első hosszabbítást pedig kevesebb, mint két éven belül 2005 szeptember 25-én adták át. További bővítések történtek 2007-ben és 2008-ban. A fejlesztések azóta is folytatódnak, jelenleg is egy további vonal építése van folyamatban.

## Útvonal
2017-ben három villamosvonal üzemelt:
| Vonal | Hossz   | Állomások száma | Útvonal |
| ----- | ------- | --------------- | --- |
| A     | 24,2 km | 46              | Le Haillan Rostand / Pin Galant ↔ La Gardette Bassens Carbon-Blanc / Floirac Dravemont                                |
| B     | 19,5 km | 37              | Berges de la Garonne / La Cité du Vin ↔ Pessac France Alouette / Pessac Centre                                        |
| C     | 19,4 km | 33              | Gare de Blanquefort / Parc des Expositions - Stade Matmut-Atlantique / Cracovie ↔ Gare de Bègles / Lycée Václav Havel |

## Járművek

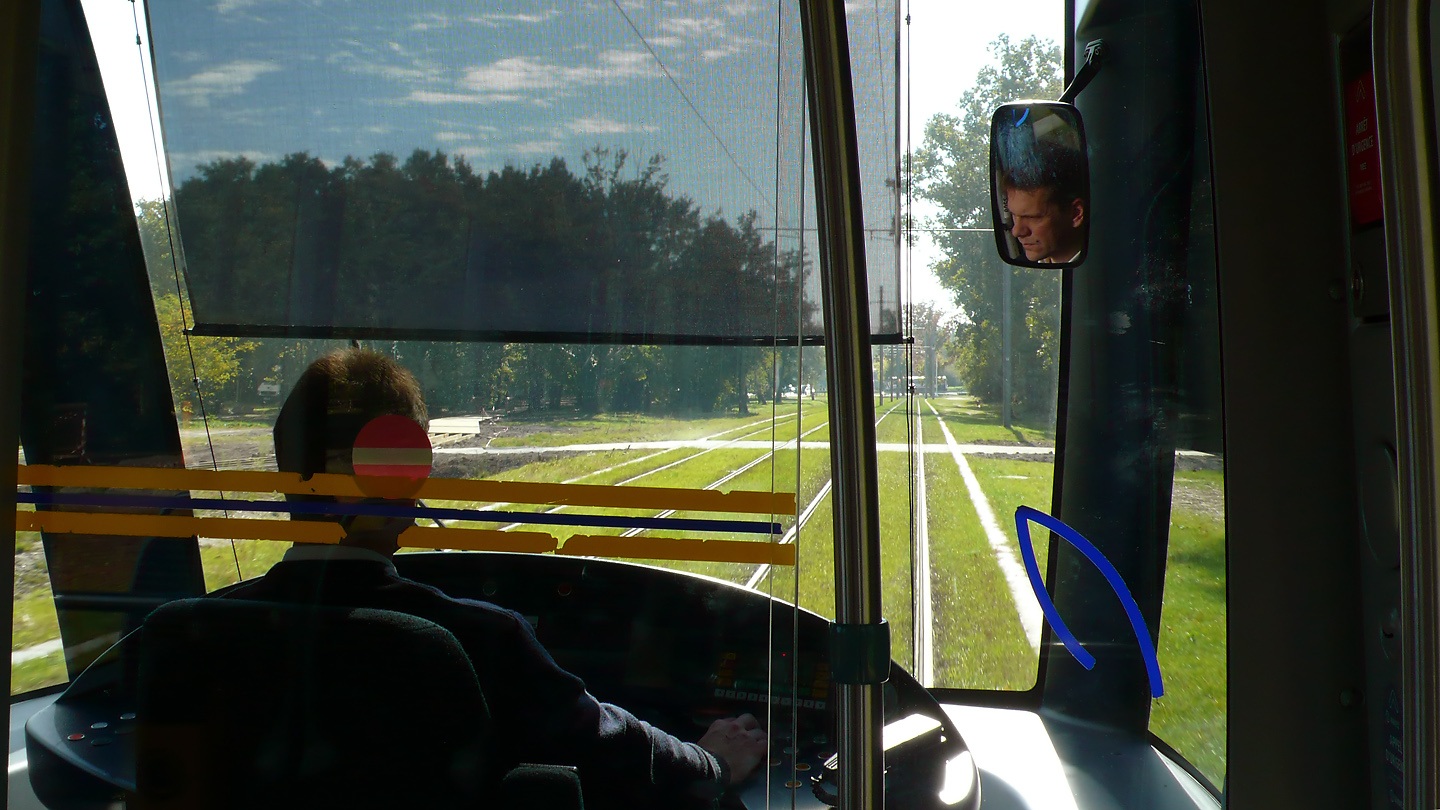
Vezetőállás

2008 júniusában a villamosállomány 74 Citadis villamosszerelvényből állt, melyeket a francia Alstom gyártott:
- 62 Citadis 402 — hossz: 43,9 m, szélesség: 2,4 m, tömeg: 54,9 tonna. Hétrészesek, négy nem-hajtott és három hajtott forgóvázzal, összesen 720 kW teljesítménnyel. Kapacitása 230 utas (4 utas/m²) vagy 345 utas (6 utas/m²), az ülőhelyek száma 70.  Az A és a B vonalakon közlekednek.
- 12 Citadis 302 — hossz: 32,8 m, szélesség: 2,4 m, magasság: 41,3 tonna. Ötrészesek, három nem-hajtott és kettő hajtott forgóvázzal, összesen 480 kW teljesítménnyel. Kapacitása 265 utas, az ülőhelyek száma 48. A C vonalon közlekednek.

Az összes villamos alacsony padlós és légkondicionált. Nyomtávolságuk 1435 mm, 750 V egyenáramról üzemelnek. Maximális sebességük 60 km/h, gyorsulásuk 1,15 km/s². Vészfékezésnél a lassulásuk 2,85 m/s².
2016 január 6-án Bordeaux további 10 Citadis 402 sorozatú villamost rendelt 28 millió Euró értékben. Ha 2018-ban megérkeznek, a város 115 korszerű villamossal fog rendelkezni.
Az új villamosok az A és a B vonalakon fognak forgalomba állni.

## Balesetek
2011. december 15-én egy villamos kisiklott a B vonalon, személyi sérülés nem történt.

## Képek

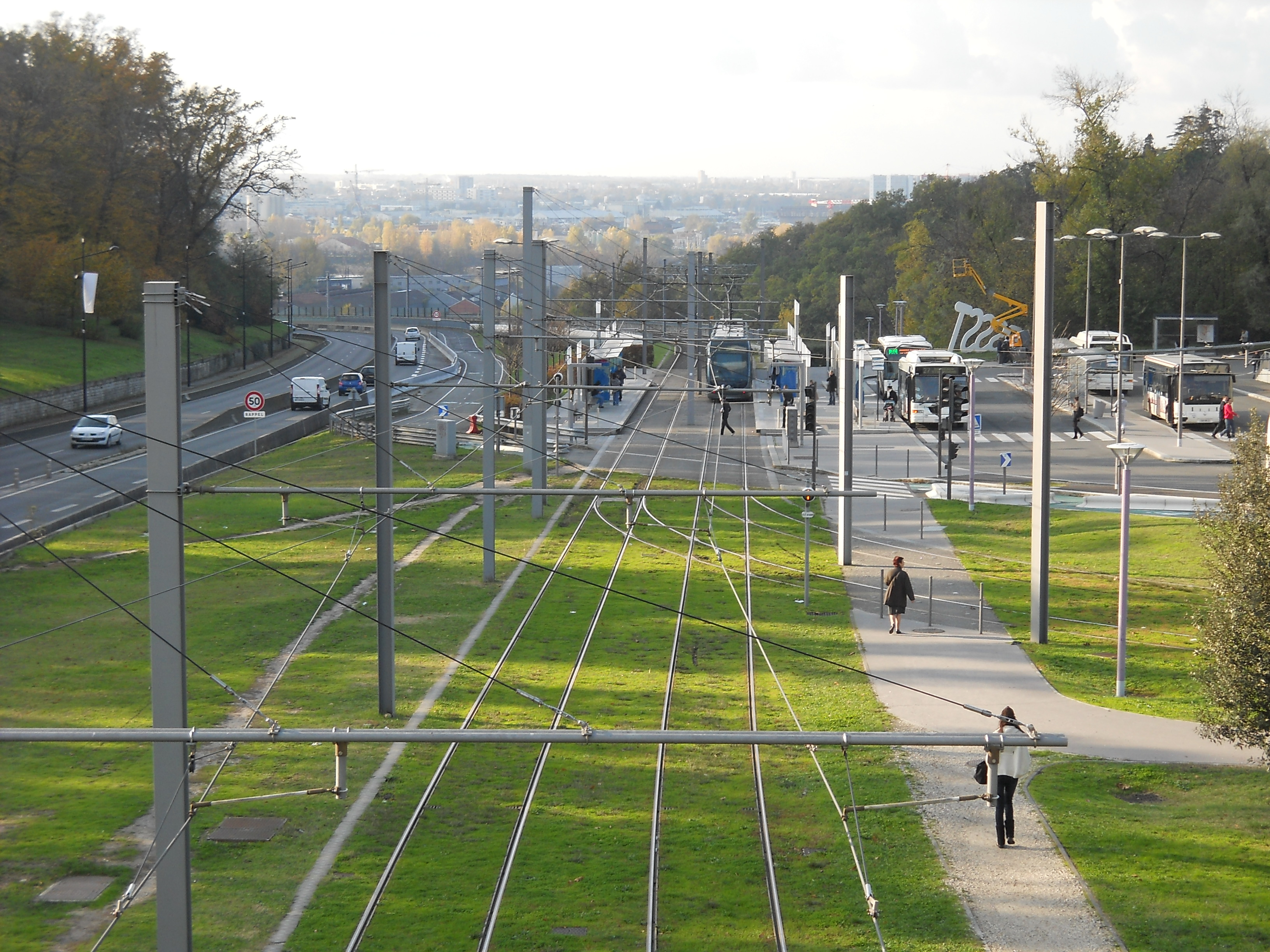
Füvesített villamospálya
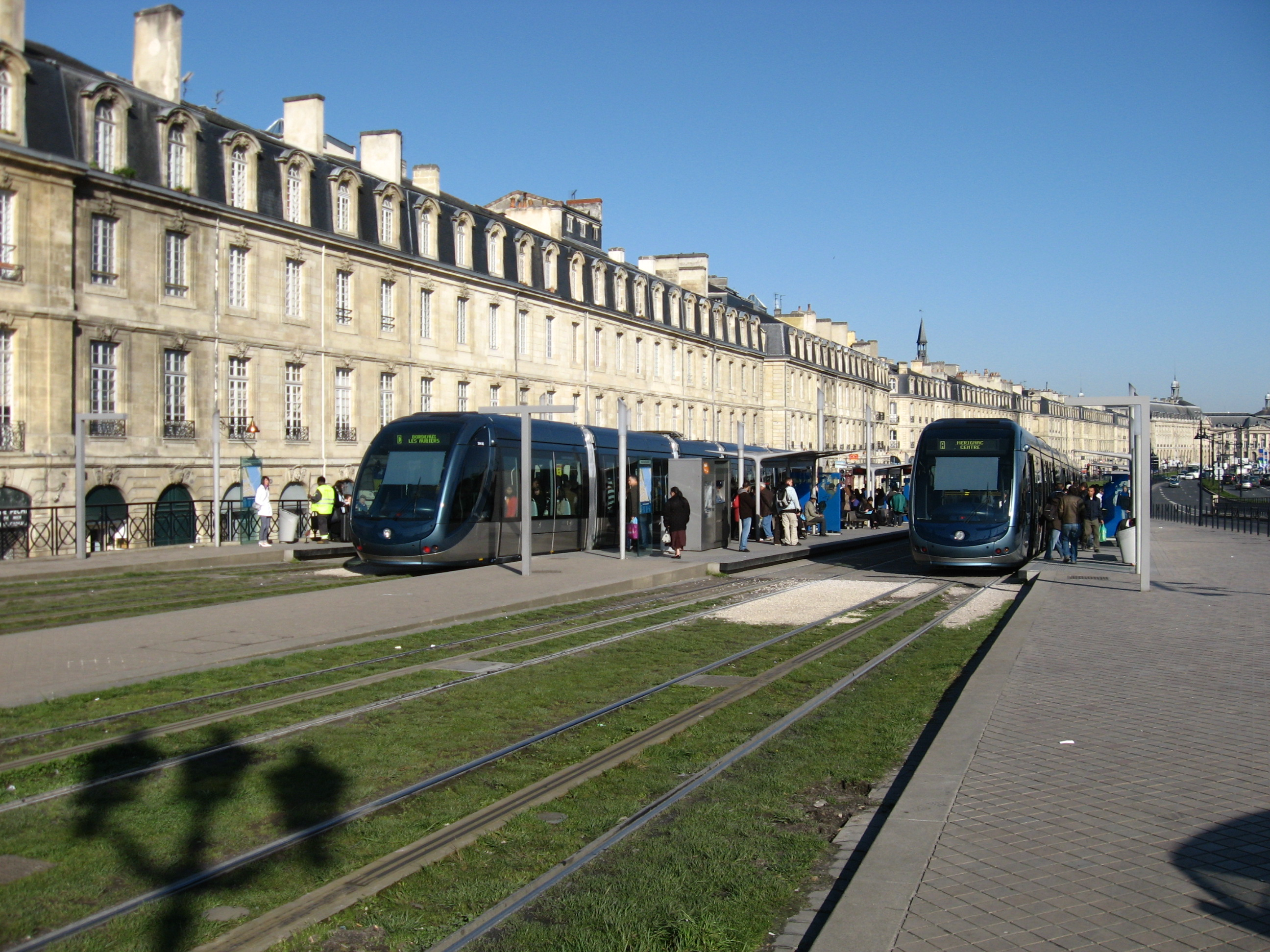
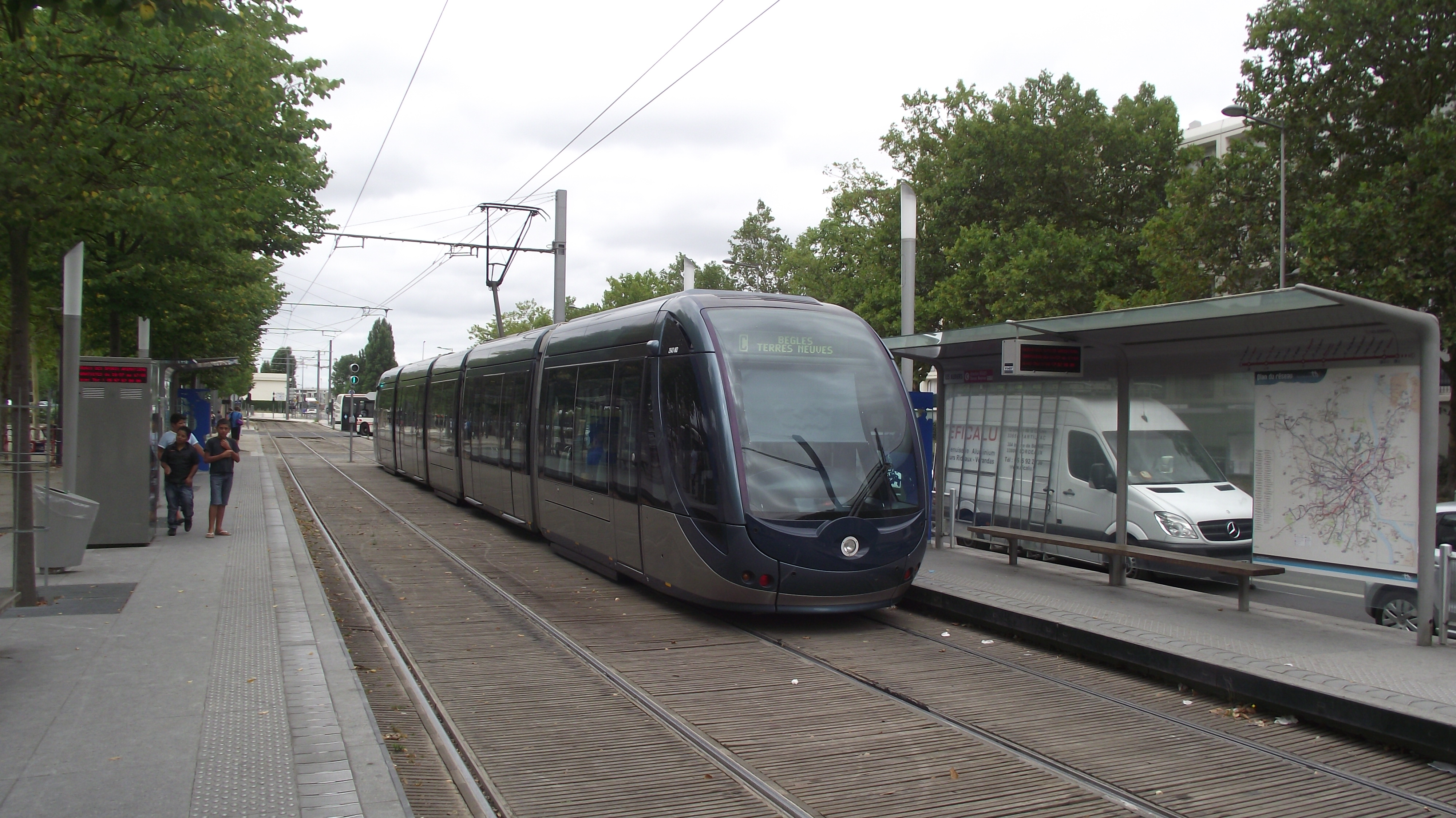
Villamos a C vonalon
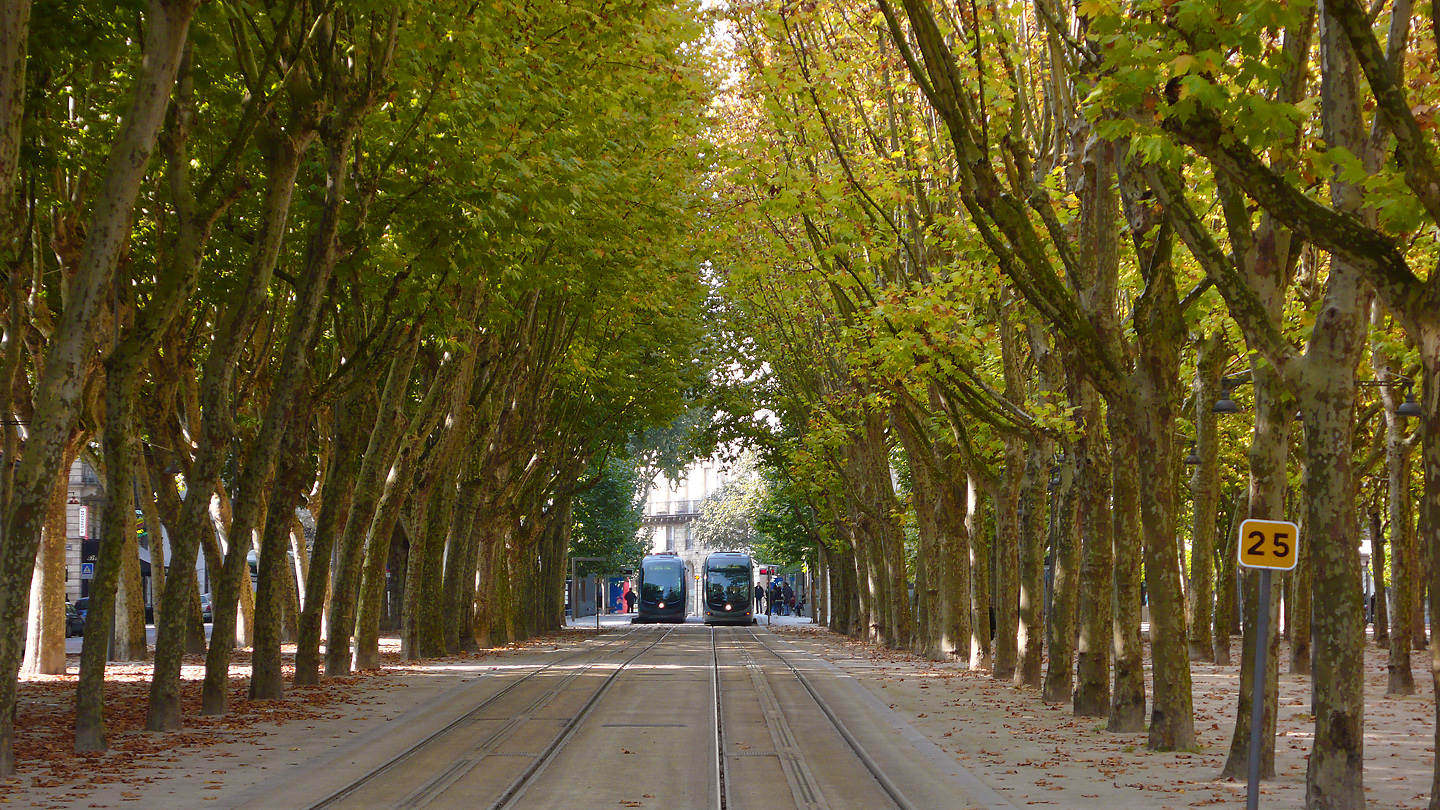
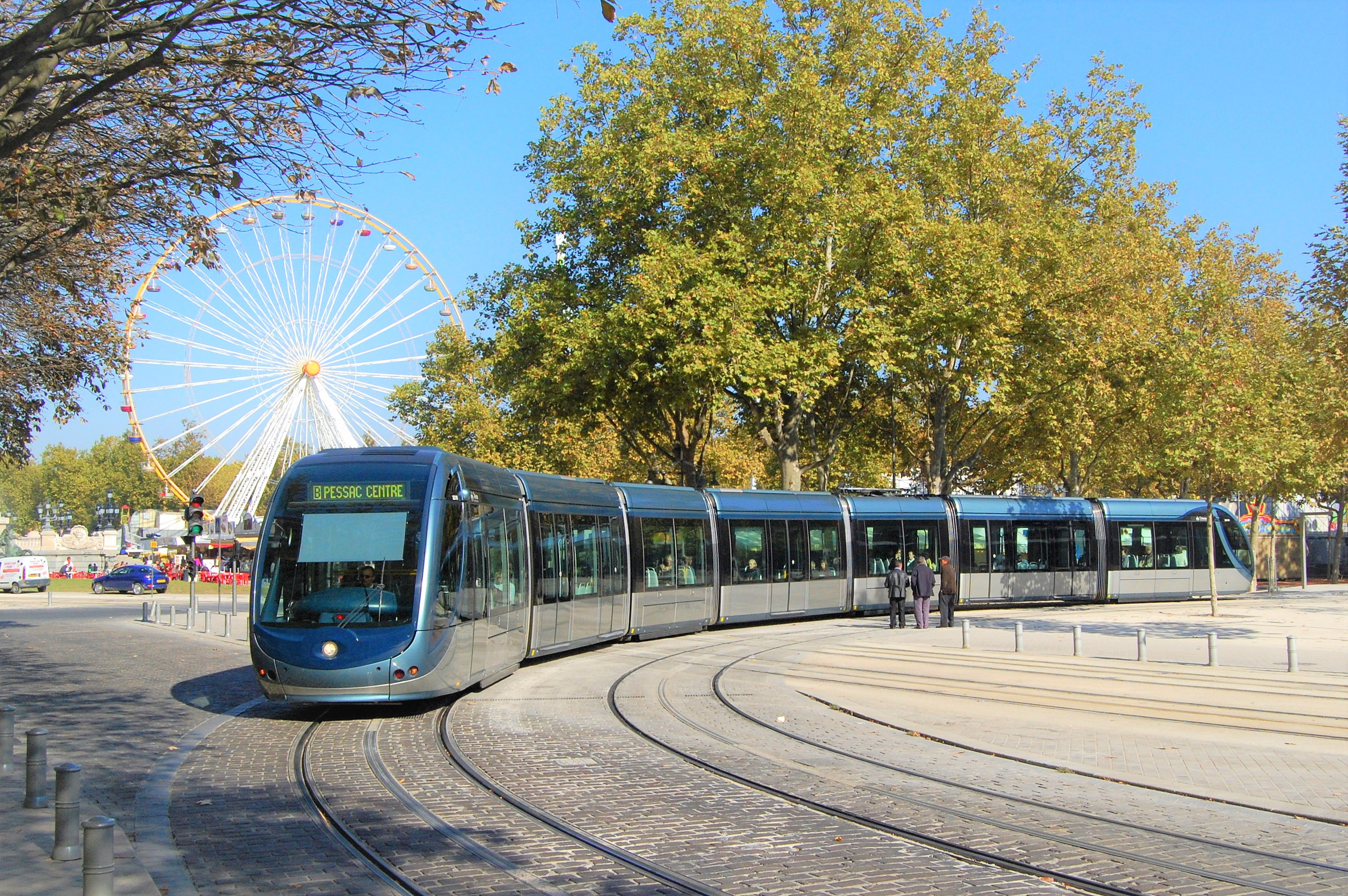
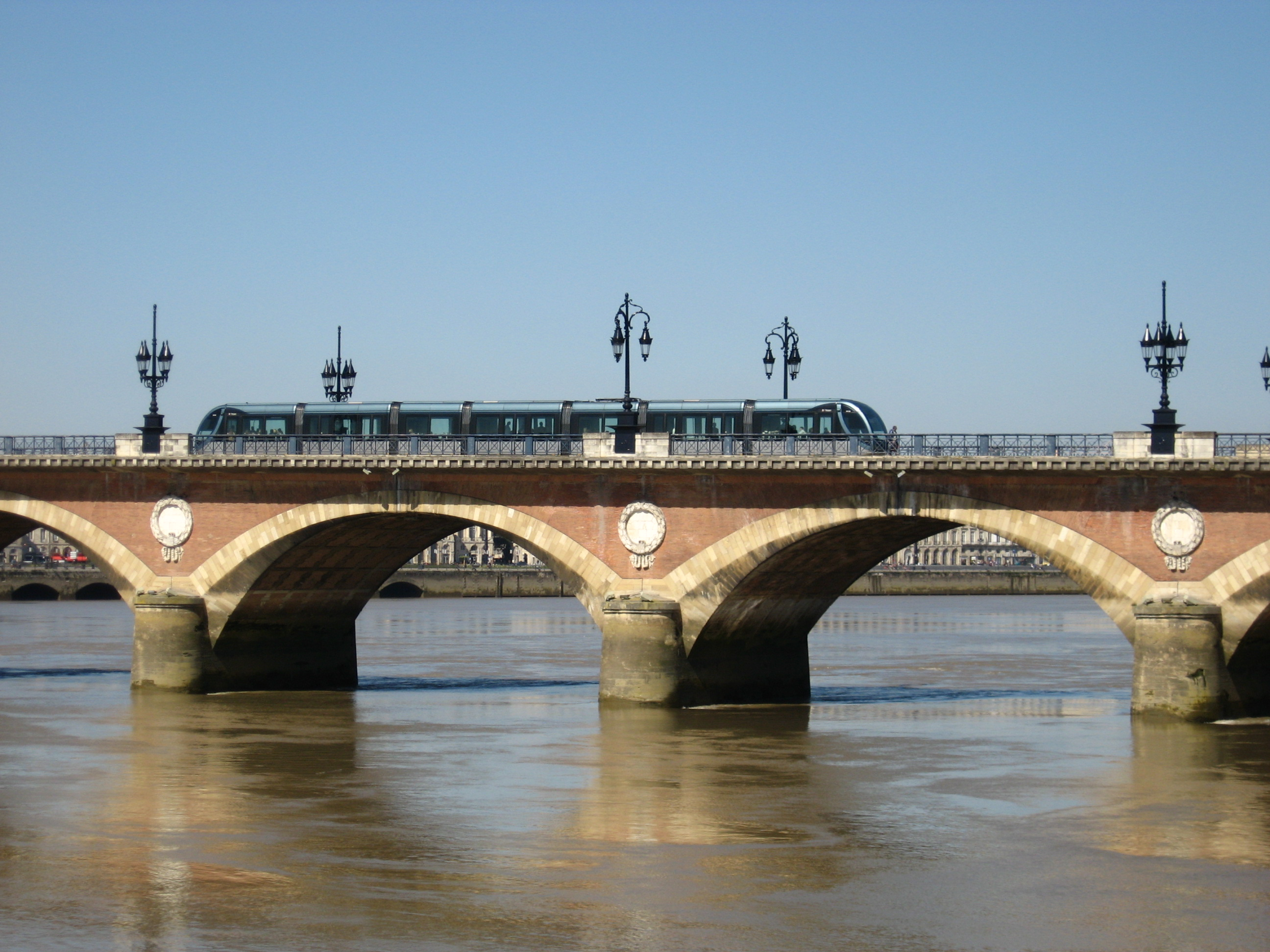
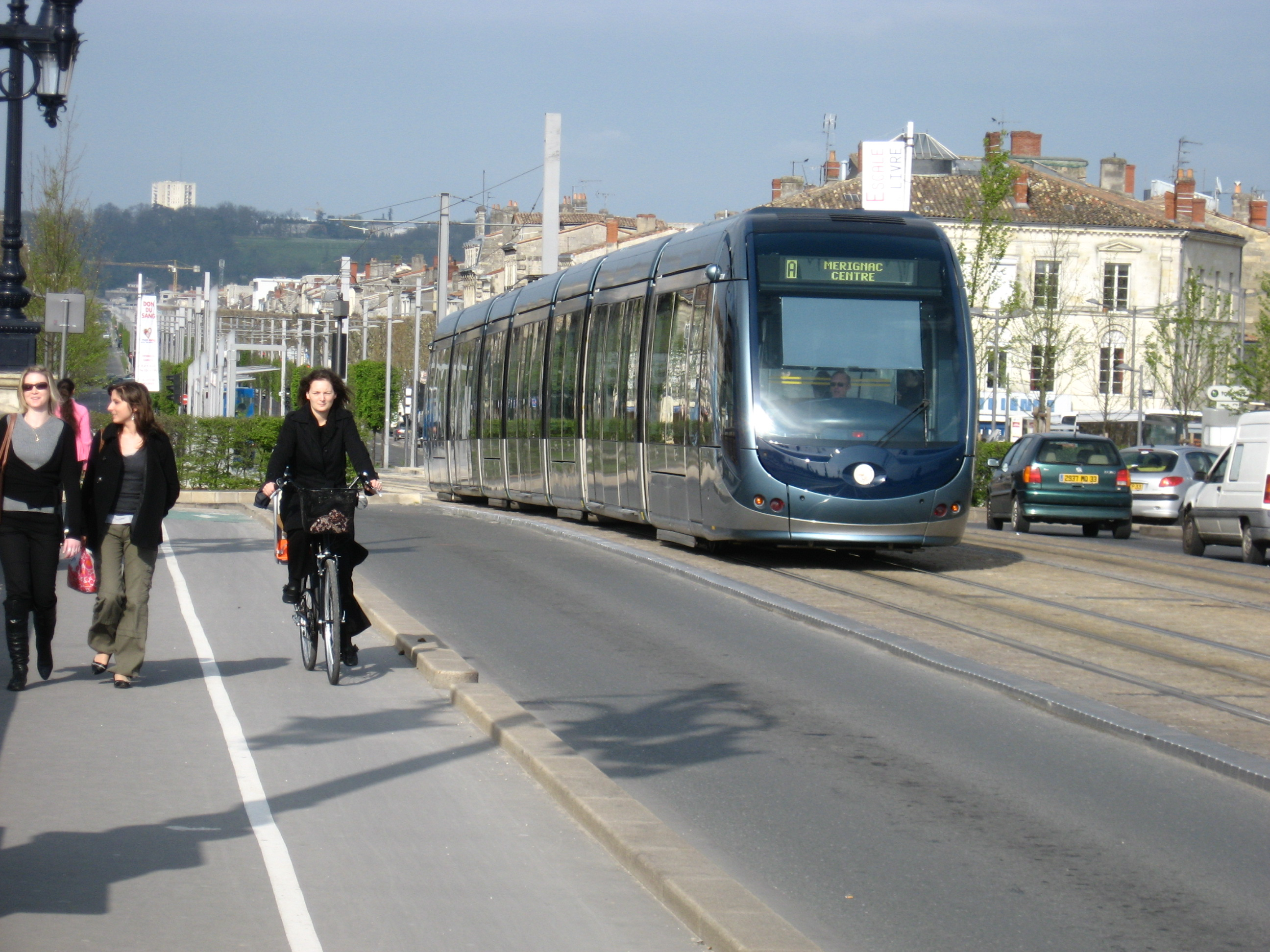
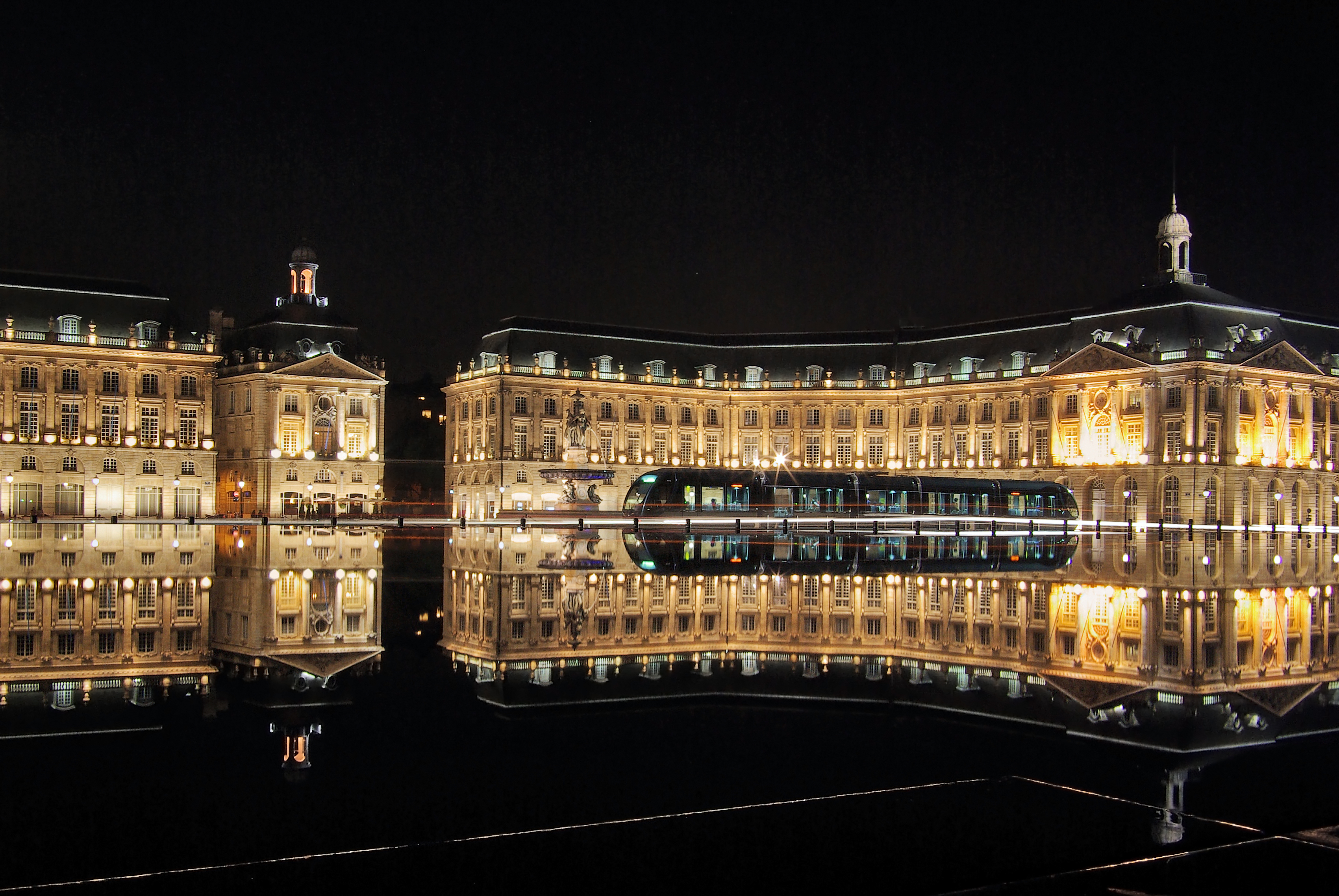
Éjszaka Bordeauxban
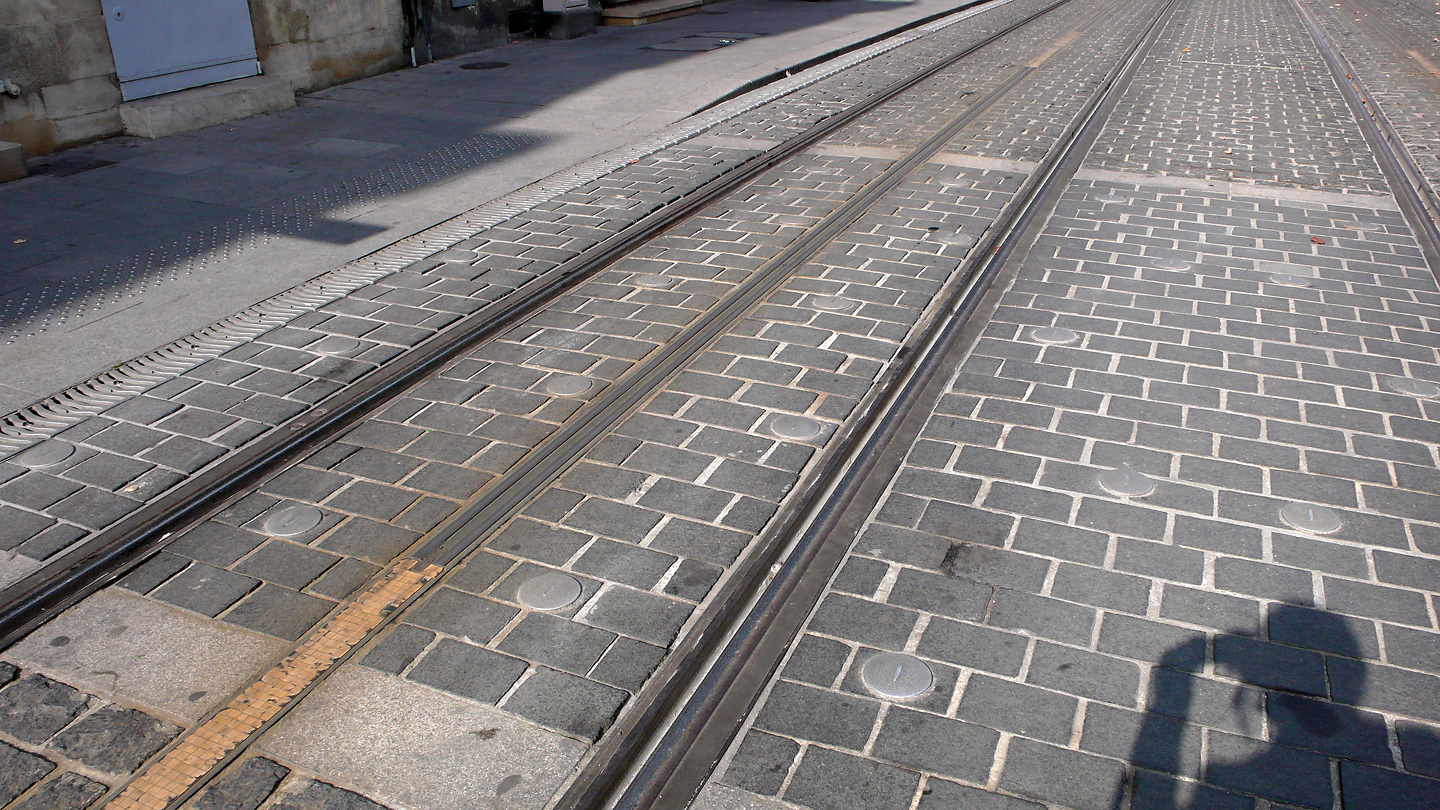
Háromsínes szakasz